# William Logan (patinage de vitesse)
Pour les articles homonymes, voir William Logan et Logan.
William Logan, surnommé Willy Logan, est un patineur de vitesse canadien né le 15 mars 1907 à Saint-Jean et mort le 6 novembre 1955 à  Sackville. Il est notamment médaillé de bronze sur 1 500 mètres et 5 000 mètres aux Jeux olympiques d'hiver de 1932.

## Carrière
William Logan commence sa carrière en 1919 et est champion canadien junior en 1921 et en 1922. Il prend part aux Jeux olympiques d'hiver de 1928, à Saint-Moritz en Suisse. Son meilleur résultat est une 11e place sur 500 mètres. Logan participe également aux Jeux olympiques d'hiver de 1932 organisés à Lake Placid aux États-Unis, où il est capitaine de l'équipe canadienne de patinage de vitesse. Avantagé par l'utilisation du système nord-américain, avec départs en groupe et non par deux, il remporte cette fois les médailles de bronze sur 1 500 mètres et 5 000 mètres, et est 5e sur 500 mètres. Logan devient ainsi le premier athlète originaire du Nouveau-Brunswick à remporter une médaille olympique. En 1934, il gagne une médaille d'or aux Championnats canadiens en intérieur avant d'arrêter sa carrière en 1936. Il fait partie du Temple de la renommée du Nouveau-Brunswick dès 1975.

## Records personnels
- 500 mètres : 45 s 2
- 1 500 mètres : 2 min 35 s 6
- 5 000 mètres : 9 min 58 s 3[1]